# القنصلية البريطانية العامة في القدس
القنصلية البريطانية العامة في القدس هي الممثلية الدبلوماسية العُليا البريطانية في الأراضي الفلسطينية المحتلة. تقع القنصلية في حي الشيخ جراح بمدينة القدس.

## قائمة القناصل
- فيليب هول، منذ عام 2016[2] وحتى عام 2021.[3]
- ديان كورنر، منذ 14 يوليو 2021 وحتى نوفمبر 2024.
- هيلين ونترتون، منذ 12 يناير 2025 وحتى الآن.[4]

## وصلات خارجية
- الموقع الرسمي